# Сокровища в Льянганатис
Сокровища Льянганатис (исп. Tesoro de la Llanganatis) — сокровища инков, по легенде спрятанные Руминьяви в эквадорских горах Льянганатес (исп. Cordillera de Llanganates).

## Легенда о сокровищах инков
В 1532 году испанский конкистадор Франсиско Писарро высадился на побережье современного Перу и начал завоевание Империи Инков. Поднявшись с побережья в Анды, в центральную часть империи, со своей малочисленной группой солдат Писарро удалось пленить правителя инков Атауальпу.
Для инков золото и серебро не было столь ценным металлом, как для европейцев, золото они называли «пот Солнца», а серебро — «слёзы Луны». Увидев, что́ эти металлы значат для испанцев и в надежде быть выпущенным на свободу, Атауальпа предложил Писарро заполнить помещение, в котором его держали в цепях, до потолка золотом. Когда Писарро от удивления замешкался, Атауальпа пообещал, что вдобавок заполнит соседнее помещение серебром. Когда Писарро наконец пришёл в себя, он возразил, что второе помещение меньше, чем первое, но Атауальпа пообещал заполнить второе дважды. Сбор средств организовал инкский военачальник Руминьяви (по некоторым данным, брат Атуальпы). На протяжении более чем трёх месяцев инки собирали золото и серебро и приносили его в Кахамарку. Но, по одной из легенд, опасавшиеся восстания испанцы, не дождавшись всего выкупа за Атауальпу, удушили его с помощью гарроты. 
Как гласит предание, Руминьяви, узнав о казни Атауальпы, забрал собранные инками сокровища и отправился на территорию современного Эквадора, где в горах Льянханатес спрятал сокровища, которые по легенде насчитывали от нескольких сот килограммов до фантастических 750 тонн. По другим рассказам, Руминьяви вынужден был сбросить сокровища в пропасть из-за приближающегося отряда испанцев, который Писарро направил на перехват золота. Сам Руминьяви был захвачен в плен и подвергнут пыткам, но он не выдал расположение сокровищ.

## Поиски
Многие пытались найти эти сокровища, некоторые из этих попыток заканчивались гибелью искателей, отчего их стали считать проклятыми. Но попытки найти сокровища инков в горах Льянханатис (в настоящее время национальный парк Эквадора) предпринимаются и до сих пор. В англоязычном мире сокровища стали известны после того, как английский ботаник Ричард Спрус обнаружил и опубликовал в журнале Королевского Географического общества в 1860 году документы (Valverde's Derrotero) и карту испанского исследователя Анастасио Гусмана, который погиб в горах в поисках сокровищ.